# Aktivnost
Aktívnost (oznaka A) radioaktivnega izvira podaja povprečno število radioaktivnih razpadov na enoto časa. Mednarodni sistem enot predpisuje za izražanje aktivnosti izpeljano enoto becquerel (Bq). Starejša enota je curie.
V naravi je več ali manj vse naravno radioaktivno. Ta »naravna radioaktivnost« se je po drugi svetovni vojni povečala, predvsem zaradi velikega števila preizkusov atomskih bomb na zemlji in v zraku. Dovoljene aktivnosti za človeka so npr.: Mleko 100Bq/l, Zelenjava 250Bq/kg, Zrak 100x več kot je naravna radioaktivnost zraka,...
Zaradi praktičnosti včasih uporabljamo tudi pojem specifična aktivnost z enoto Bq/kg3.

## Izpeljava
Radioaktivna jedra razpadajo naključno, povprečna verjetnost za razpad na enoto časa pa je značilna za dani radioaktivni izotop. Ker jedra razpadajo neodvisno eno od drugega, je relativni delež jeder {\displaystyle dN/N}, ki v izviru razpadejo v času {\displaystyle dt}, premo sorazmeren temu času, ni pa odvisen od drugih jeder v izviru:
{\displaystyle {\frac {dN}{N}}=-\lambda \,dt}
Z λ smo označili razpadno konstanto. Rešitev te diferencialne enačbe je eksponentna funkcija, ki opiše pojemanje števila jeder v izviru s časom:
{\displaystyle N(t)=N_{0}e^{-\lambda t}}
Pri tem je N(t) število jeder v izviru v času t, N0 pa začetno število jeder. Namesto razpadne konstante pogosto raje navajajo razpadni čas τ = 1/λ ali razpolovni čas t1/2 = ln 2/λ.
Aktivnost po definiciji pove število razpadlih jeder v izbranem časovnem intervalu, kar je enako zmanjšanju števila jeder v izvoru v tem časovnem intervalu. Zato jo dobimo z odvajanjem eksponentne funkcije po času:
{\displaystyle A={\frac {dN}{dt}}=\lambda N(t)}
Aktivnost izvira je tako tem večja, čim več jeder je v izvoru, in čim krajši je njihov razpadni čas.